# Crystal Dangerfield
Crystal Simone Dangerfield (ur. 11 maja 1998 w Murfreesboro) – amerykańska koszykarka występująca na pozycji rozgrywającej, obecnie zawodniczka Dallas Wings w WNBA.
W 2016 została wybrana najlepszą zawodniczką amerykańskich szkół średnich (Morgan Wootten National Player of the Year) oraz wystąpiła w meczach gwiazd McDonald’s All-American i Jordan Brand Classic. Zaliczono ją w tym samym roku do I składu USA Today All-USA. Była wielokrotnie wybierana najlepszą zawodniczką stanu Tennessee (Gatorade Tennessee Player of the Year – 2014–2016, Tennessee Miss Basketball – 2015, 2016, Tennessean Player of the Year – 2014–2016, USA Today Tennessee Player of the Year 2015, 2016).
16 stycznia 2023 trafiła w wyniku wymiany do Dallas Wings.

## Osiągnięcia
Stan na 5 czerwca 2023, na podstawie, o ile nie zaznaczono inaczej.

### NCAA
- Uczestniczka rozgrywek NCAA Final Four (2017–2019)
- Mistrzyni:
  - turnieju konferencji American Athletic (AAC – 2017–2020)
  - sezonu regularnego konferencji AAC (2017–2020)
- Zaliczona do:
  - I składu:
    - AAC (2019, 2020)
    - turnieju:
      - regionalnego NCAA (2019)
      - AAC (2018–2020)

    - najlepszych pierwszorocznych zawodników AAC (2017)

  - III składu AAC (2018)
  - składu honorable mention All-American (2020 przez USBWA, Associated Press)

### WNBA
- Debiutantka roku WNBA (2020)[5]
- Zaliczona do I składu debiutantek WNBA (2020)

### Inne Drużynowe
- Mistrzyni Izraela (2022)[6]

### Inne indywidualne
- Zaliczona do składu honorable mention ligi izraelskiej (2022)*[6]

### Reprezentacja
- Mistrzyni:
  - świata U–19 (2015)
  - Ameryki U–16 (2013)
- Wicemistrzyni świata U–19 (2017)